# Raffaella Petrini
Raffaella Petrini, F.S.E. (Roma, 15 de janeiro de 1969) é uma freira pertencente às Irmãs Franciscanas da Eucaristia italiana da Igreja Católica, desde 2025 é a presidente da Pontifícia Comissão para o Estado da Cidade do Vaticano e presidente da Governadoria da Cidade do Vaticano.

## Biografia
Petrini estudou ciência política, especializando-se em trabalho industrial, no Libera Università Internazionale degli Studi Sociali em Roma. Ela então obteve um doutorado em ciências sociais pela Pontifícia Universidade de São Tomás de Aquino, em Roma, e um mestrado em comportamento organizacional pela Barney School of Business da Universidade de Hartford.
Em 2005, ela entrou em serviço como funcionária na Congregação para a Evangelização dos Povos, tornando-se mais tarde chefe do gabinete do prefeito. Em 2007 fez sua profissão solene. De 2015 a 2019, lecionou doutrina social da Igreja e sociologia da saúde no Instituto Internacional de Teologia Pastoral da Saúde "Camillianum", em Roma. Em 2019, tornou-se professora titular de economia do bem-estar e sociologia dos processos econômicos na Faculdade de Ciências Sociais da Pontifícia Universidade São Tomás de Aquino, em Roma.
Em 4 de novembro de 2021, o Papa Francisco nomeou Petrini secretária-geral do Governatorato do Estado da Cidade do Vaticano; ela se tornou a primeira mulher a ocupar esse cargo..
Em 13 de julho de 2022, o Papa Francisco a nomeou membro do Dicastério para os Bispos, enquanto em 28 de outubro de 2022 ela foi anunciada como um novo membro da Administração do Patrimônio da Sé Apostólica.
Em 15 de fevereiro de 2025, o Papa Francisco nomeou oficialmente Petrini como presidente do Governatorato do Estado da Cidade do Vaticano e da Pontifícia Comissão para o Estado da Cidade do Vaticano, com efeito a partir de 1 de março; tendo substituído o Cardeal Fernando Vérgez Alzaga, L.C. (que renunciou ao atingir o limite de idade), ela também se tornou a primeira mulher a ocupar ambos os cargos.